# Cutaway
Cutaway är i konstruktionen av en gitarr ett uttag i gitarrkroppen närmast halsen för att göra det enklare att komma åt de övre banden på greppbrädan.
Det finns två typer cutaways: Venetian som har en rundad avslutning mot halsen (se bilden ovan) och Florentine som har en skarp (mer eller mindre vinkelrät) avslutning mot halsen. Denna terminologi har sannolikt inget med de italiensk städerna Venedig och Florens att göra, utan är härrör från Gibsons beskrivningar av sina gitarrer (därför har beteckningarna inte översatts).
En gitarr kan ha en eller två cutaways (eller ingen alls). Har den bara en sitter den på halsens undersida, se till exempel Gibson Les Paul. En dubbel cutaway tillåter grepp även med tummen högt upp på halsen och kan ses till exempel på Fender Stratocaster. Gitarrer med två cutaways kan vara symmetriska (så att både den övre och undre cuten går lika långt ned på halsen) eller asymmetriska (så att den övre inte går riktigt lika långt upp). Symmetriska cutaways tillåter att gitarren används även i vänsterposition.
I den mån akustiska gitarrer har cutaways så har de nästan undantagslöst bara en eftersom två skulle reducera klanglådan för mycket.
Instrument med bara en cutaway kallas för enkelcut (single cutaway, single cut) och gitarrer med två kallas dubbelcut (double cutaway, double cut). Dessa beteckningar kan förekomma i modellnamnet, exempelvis PRS Singlecut eller Les Paul Studio DC (för double cut).
I princip alla elgitarrer har minst en cutaway, eller en kroppsform som tillåter åtkomst av halsen övre del (till exempel Gibson Flying V) medan akustiska eller halvakustiska gitarrer ibland saknar cutaway.